# 水野良太郎
水野 良太郎（みずの りょうたろう）、1936年6月7日 - 2018年10月30日）は、日本の漫画家、イラストレーター、エッセイスト、モデラー（鉄道模型他）。漫画集団同人、日本ペンクラブ会員。NPO日本鉄道模型の会理事。

## 来歴
三重県四日市市出身。四日市市に生まれるが、本籍地は東京都だった。1945年に鈴鹿市に疎開の後、中学3年生の春には父の仕事の都合で静岡県浜松市に再度移る。
1955年に静岡県立浜松西高等学校を卒業し、武蔵野美術学校（現・武蔵野美術大学）に進学した。この間、1953年には『アサヒグラフ』で4コマ漫画の投稿欄に入選している。
1957年、朝日新聞ジュニア版に『アングリくん』の連載を開始する。同年、武蔵野美術学校を中退した。1958年には『漫画読本』などに作品を掲載し、公式ウェブサイトでは「プロ漫画家デビュー」としている。
1965年、日本漫画家協会理事に就任する。1970年、千代田工科芸術専門学校講師。1999年、21世紀都市交通国民会議幹事。読売国際漫画大賞選考委員もつとめた。
1960年代には広瀬正、伊藤典夫、豊田有恒、小鷹信光、片岡義男（テディ片岡）、しとうきねおなどとユニット「パロディ・ギャング」を組んで活動した。
『キャプテン・フューチャー』シリーズ全20巻（早川書房）のイラスト、光文社カッパ・ブックス『頭の体操』（多湖輝著）のイラストを全巻担当。
2005年にはパーキンソン病の罹患が発覚する（2010年に産経新聞の取材で公表）が、その後もウェブサイトの開設や著書の刊行などの活動を2010年代半ばまで続けていた。
2018年10月30日22時51分（JST）、肺炎膿胸のため東京都練馬区の病院で死去。82歳没。

## 人物
1980年代頃からプロ野球横浜DeNAベイスターズのファンであった。

## 受賞
- 1962年：イタリア・ボルディゲラ国際マンガサロン ネオテクニカ賞[2]
- 1964年：イタリア・ボルディゲラ国際マンガサロン テーマ部門（オリンピック）金賞[2]
- 2000年：日本写真作家協会選定図書特別賞（『鉄道模型を愉しむ』2冊に対して）[2]
- 2002年：2001年度読売新聞広告大賞 住宅部門最優秀賞（旭化成ヘーベルハウス、イラスト担当）

## 著書

### 単著
- 『ドンと行けヨーロッパ マンガ家見て歩き』（久保書店） 1966
- 『鉄道てつどう』（主婦と生活社、世界ののりもの） 1971 - 絵本
- 『フランス語がスキになる本』（三修社） 1973
- 『そんなにパリへ行きたいか もうひとつの雑学情報《饒舌版》』（三修社、コロンブックス） 1976
- 『鉄道模型入門 作るポイント・楽しむコツ』（広済堂出版） 1977
- 『退屈しのぎの本 時間を忘れる』（ベストセラーズ、ワニの本 ベストセラーシリーズ） 1978
- 『漫画文化の内幕』（河出書房新社） 1991
- 『鉄道模型を愉しむ 総合編』（東京書籍） 2000
- 『鉄道模型を愉しむ 実践・応用編』（東京書籍） 2000

### 編著・共著
- 『キッス専科』（編著、コダマプレス、Q collections） 1967
- 『なぜなにこども法律パズル』（阿部隆彦、絵を担当、講談社マガジンブックス） 1971
- 『ブラック・ユーモア傑作漫画集』（編著、早川書房） 1971
- 『視考力クイズ100』（鬼瓦宇太郎、作画を担当、実業之日本社） 1973
- 『夢みる宇宙人』（J・D・マクドナルド、常盤新平訳、絵を担当、岩崎書店、SF少年文庫30） 1973
- 『マリリン・モンロー U.S.A.聖女伝』（滝沢解共著、朝日ソノラマ） 1973、のち再刊（エンタプライズ） 1981
- 『怪盗セイントの金庫やぶり』（レスリー・チャータリス、白木茂等編、各務三郎訳、絵を担当、岩崎書店、世界の名探偵物語4） 1974
- 『絵? パズル』（しとうきねお共著、ベストセラーズ、ワニの豆本） 1975
- 『まんが音楽事典』（音楽之友社編、絵の担当者の一人、音楽之友社） 1983
- 『パズル中毒本 3分間必殺ゲーム』（鬼瓦宇太郎、作画を担当、ベストセラーズ、ワニ文庫） 1984
- 『パズル中毒本 3分間必殺ゲーム2』（鬼瓦宇太郎、作画を担当、ベストセラーズ、ワニ文庫） 1985
- 『元気いっぱい女を笑わす奴 こんな男に女はついてくる』（パロディ・ギャング共著、ベストセラーズ、ワニの本 ベストセラーシリーズ） 1986
- 『熱中パズル ようこそ,ひらめきワンダーランド!!』（鬼瓦宇太郎、絵を担当、講談社、講談社X文庫） 1986
- 『パズル中毒本3』（鬼瓦宇太郎、作画を担当、ベストセラーズ、ワニ文庫） 1988
- 『パズル中毒本4』（鬼瓦宇太郎、作画を担当、ベストセラーズ、ワニ文庫） 1990
- 『13カ国いうたらあかんディクショナリィ - 言ってはいけないことばの本』（開高健企画、堀内克明, 中嶋嶺雄, 原卓也, 宮内敬太郎共著、講談社、講談社文庫） 1997.1
- 『路面電車の基礎知識 黄金の趣味世界へ』（谷川一巳, 西村慶明共著、イカロス出版、イカロスmook マニアの王道） 1999
- 『路面電車の大逆襲!』（21世紀都市交通国民会議編、水曜社） 1999.9
- 『視考力IQクイズ100 あなたの右脳力と直観力がまとめてアップする!』（芦ヶ原伸之、イラストを担当、実業之日本社） 2007.7
- 『オノマトペラペラ = ONOMATO PERA-PERA マンガで日本語の擬音語・擬態語』（読売新聞英字新聞部監修、編著、東京堂出版） 2014

## 翻訳
- 『電卓パズル&ゲーム 遊びながら数学に強くなる珍問・難問』（ウォーレス・ジャッド、サンケイ出版、Sankei books） 1977

## 参考資料
- 『SF挿絵画家の時代』（大橋博之、本の雑誌社） 2012、pp.174 - 177